# Vruboun posvátný
Vruboun posvátný (Scarabaeus sacer), označovaný také jen krátce skarabeus či skarab, je brouk z čeledi vrubounovití (Scarabaeidae). Žije ve Středomoří. Samička naklade larvy do kuličky uhnětené z trusu, kterou posléze zahrabe do země. Vyvíjející se larva se živí trusem.
Do skupiny vrubounovitých patří i extrémně silní brouci (včetně samotného vrubouna), schopní uzvednout nebo utáhnout břemeno o stonásobcích jejich vlastní tělesné hmotnosti.

## Symbol reinkarnace
Vruboun posvátný byl pro Egypťany symbolem Boha Re. Obyvatelé starověkého Egypta věřili, že existují pouze v samičí formě, a proto si mysleli, že vznikají sami ze sebe.
Za obzvláště mocné byli považováni skarabeové okřídlení. Amulety v jejich podobě kladli Egypťané mumiím přímo na srdce. Na jejich spodní straně byla vyryta slova 30. kapitoly Knihy mrtvých.

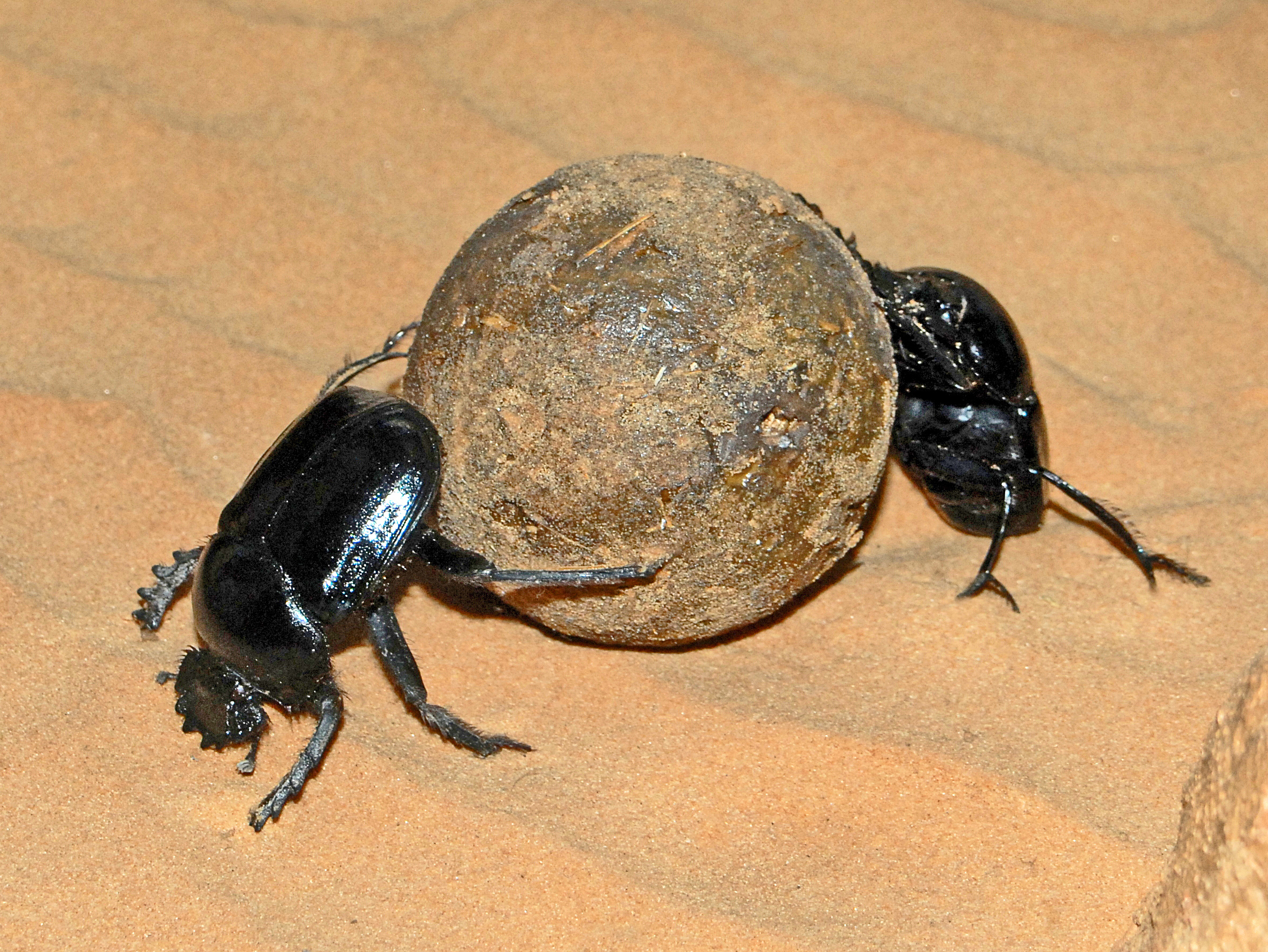
Skarabové valící svou kuličku

## Taxonomie
Druh Scarabaeus sacer poprvé popsal Carl Linné v roce 1758 v 10. vydání Systema naturae. Vruboun posvátný se tak stal typovým druhem rodu Scarabaeus, i přes spory vyvolané typovým popisem P. A. Latreillea z roku 1810. Spor rozhodla Mezinárodní komise pro zoologickou nomenklaturu (International Commission on Zoological Nomenclature) v roce 2014, kdy se přiklonila k typovému druhu S. sacer F. W. Hopea z roku 1837, spíše než Latreilleově určení typového druhu z roku 1810 (Dynastes hercules).